# 超広帯域無線
超広帯域無線システム（ちょうこうたいいきむせんシステム、「超広帯域」Ultra Wide Bandの略称UWB）は、ごく短く鋭い矩形波（パルス）の電波で、中心周波数がかなり高く、広い帯域幅に分散する信号を利用した無線技術である。通信範囲はごく近距離だが高速通信のほかに位置検出が可能などの特性を有する。

## 定義

### 広義の超広帯域無線
- 500メガヘルツ (MHz) または1.5ギガヘルツ (GHz) 以上の帯域幅を使用する無線通信。

または
- 中心周波数に対する帯域幅である比帯域幅が20パーセント (%) または25%以上で、搬送波や変調の有無に関わらず、近距離高速通信が可能な無線技術。

### 狭義の超広帯域無線
インパルスレディオ（Impulse Radio、インパルス無線）方式で、変調をせずに、1ナノ秒 (ns) 以下の数百ピコ秒 (ps) 程度の非常に短いインパルス状の純粋なパルス信号列を無線で送受信する通信方式。

### 一般的な超広帯域無線
搬送波・広帯域変調を用いた近距離高速通信が可能な無線技術。位置測定やレーダーの機能を併せ持つ。IEEE 802.15.3aを示す場合が多い。Wireless USBの基本技術でもある。IEEE 802.15.3a のワーキンググループは、後述のMB-OFDMを支持する陣営とDS-UWBを支持する陣営間で合意せず、2006年1月の会議で規格策定を放棄し、現在は各方式の陣営がデファクトスタンダード獲得を競っている。

### 特徴
- 消費電力が少ない
- 妨害電波に強い
- 高速通信が可能。距離が長くなると極端に速度が低下する。
- 位置検出の精度が高く、誤差は数cm内
- 従来以上に広い周波数帯に拡散して通信する
- 半径10m程度の近距離使用を想定

### 使用する帯域・帯域幅（基本）
マイクロ波帯
- 米国は3.1GHz - 10.6GHzが利用可能
- 日本は3.4 - 4.8GHz、7.25 - 10.25GHzが利用可能[3][4]
  - 3.4 - 4.8GHzは第4世代携帯電話やWiMAXなどと帯域競合が予想されるため、他の通信方式との干渉回避技術 (Detect and Avoid : DAA) の搭載が義務付けられている。2008年末までは、4.2 - 4.8GHzの帯域に限りDAAなしでも利用可能であった。
- 単位周波数当たりの出力レベル（放射電磁雑音規制値）：-41.3 dBm/MHz

準ミリ波帯
- 22GHz - 29GHz
- 23.6 - 24GHzは電波天文や地球探査衛星などが用いており、この帯域に対する妨害を与えないことが利用条件となる[5]。

### 通信速度
- 実際（実験段階・2004年） - 320メガビット毎秒 (Mbps)
- 目標 - USB 2.0 High-Speed同等の480Mbps以上

### 変調方式
- MB-OFDM (MultiBand Orthogonal Frequency Division Multiplexing) - Multiband-OFDM Alliance (MBOA) が推進
OFDMを応用。3.1GHz - 10.6GHzの帯域を14バンドに分割し割り当て、それを5つの論理チャンネルにグループ化。
- DS-UWB (Direct Sequence UWB) - モトローラ陣営が推進
インパルスレディオ方式とDSスペクトル拡散方式のハイブリッド。
- CSM（Common Signaling Mode：コモン・シグナリング・モード）方式
MB-OFDM方式とDS-UWB方式の折衷方式。双方の物理層を認め、共存に必要な作業をMAC層のプロトコルで行う。3960MHzを中心周波数とする500MHz幅の共通バンド (Common Signaling Mode Band) を定め、最大10Mbps程度の通信を実現する。

## UWBレーダー
超広帯域無線を利用するレーダーが医療診断や患者の監視のために開発されている。
インパルス型UWB (IR-UWB) を用いた測位に関する国際規格として、2007年にIEEE 802.15.4a、2012年にIEEE 802.15.4fが制定されている:6。
日本は、2002年に総務省が情報通信審議会へ「UWB無線システムの技術的条件」を諮問し、情報通信技術分科会UWB無線システム委員会が設立された。2006年に省令が施行され、2013年にセンサー用途UWBの制度緩和に関する電波監理審議会答申に従い省令（無線設備規則）が改正された:9。
IR-UWBを用いた技術は、高精度な屋内測距、屋内測位、人体の表面や体内用の無線ネットワークであるボディエリアネットワーク (BAN)、レーダー、などに活用が期待されている:14。

## 用途
- 近距離高速無線通信
- 電磁波人命探査装置[11][12]
- AirDrop
- ARKit
- CarKey

### 問題点
- 衛星通信やIEEE 802.11aの使用帯域が重複
- 各国の電波法による割り当ての問題
- 通信エリアが非常に狭い

## 超広帯域無線方式を採用した通信規格
- IEEE 802.15.3a
- Wireless USB